# Branta rhuax
Branta rhuax (лат.) — вымерший вид казарок, эндемик острова Гавайи в раннем (9170 ± 100 лет до н. э.) голоцене. Первоначально был описан как монотипический род Geochen, но в 2013 году после нового исследования субфоссильных материалов Сторрс Л. Олсон отнёс животное к роду Branta.

## Таксономия
Птицу описал в 1943 году Александр Ветмор на основе субфоссильных остатков, обнаруженных в 1926 году во время общественных работ по рытью тоннеля водоснабжения. Кости располагались на глубине 25 м под слоем доисторической лавы, на вершине слоя пепла, недалеко от Каумайкеоху, над Пахалой, район Кау, остров Гавайи. Кости рыхлые и деформированные из-за влияния горячей лавы. Видовое название образовано от др.-греч. rhuax — поток лавы. Голотип (USNM V16740) — фрагментарный правый тибиотарзус, хранящийся в Национальном музее естественной истории в Вашингтоне. Это первая описанная окаменелая птица с Гавайских островов.
В своём описании 1943 года Ветмор высказал мнение, что птица больше всего напоминала куриного гуся из южной Австралии и достигала сопоставимых размеров. Но впоследствии Ольсон и Джеймс (1991) пришли к выводу, что обнаруженный материал в слишком плохом состоянии для столь точного определения родства и точное родство птицы останется спорным до обнаружения дополнительных остатков. Типовой материал позднее повторно исследовали и определили как тот же вид, к которому принадлежала вымершая неназванная крупная нелетающая казарка (Branta), обнаруженная в других районах острова Гавайи, поэтому вид Geochen rhuax был отнесён к роду Branta.